# Hans Pflügler
Hans Pflügler (Freising, 27 maart 1960) is een Duits voormalig voetballer die speelde als verdediger.

## Carrière
Van de leeftijd van zeven tot vijftien jaar speelde Pflügler voor SV Vötting-Weihenstephan, een districtsclub van zijn geboortestreek Freising, en verhuisde vervolgens naar de jeugdafdeling van FC Bayern München, waar hij in 1981 een spelerscontract voor de Bundesliga kreeg. Hij speelde zijn eerste Bundesliga wedstrijd op 12 september 1981 (6e speeldag) in een 3-1 nederlaag in een uitwedstrijd tegen Eintracht Braunschweig, toen hij in de 56e minuut werd vervangen door Paul Breitner. Op 30 september 1981 werd hij in de 74e minuut van de terugkeerwedstrijd van de eerste ronde vervangen door Wolfgang Kraus, toen hij in het Olympisch Stadion van München met 5-0 won tegen de Zweedse kampioen Östers IF.
Hij speelde nadien nog een tijdje in de lagere reeksen.
Na zijn carrière was hij van 1992 tot 2017 directeur marketing en nadien clubvertegenwoordiger.

## Erelijst
- FC Bayern München
  - Landskampioen: 1985, 1986, 1987, 1989, 1990
  - DFB-Pokal: 1982, 1984, 1986
  - Duitse Supercup: 1987, 1990
- West-Duitsland
  - WK voetbal:  WK voetbal 1990

1 Immel ·
2 Buchwald ·
3 Brehme ·
4 Kohler ·
5 Herget ·
6 Borowka ·
7 Littbarski ·
8 Matthäus  ·
9 Völler ·
10 Thon ·
11 Mill ·
12 Illgner ·
13 Wuttke ·
14 Berthold ·
15 Pflügler ·
16 Eckstein ·
17 Dorfner ·
18 Klinsmann ·
19 Sauer ·
20 Rolff ·
Coach: Beckenbauer
1 Illgner ·
2 Reuter ·
3 Brehme ·
4 Kohler ·
5 Augenthaler ·
6 Buchwald ·
7 Littbarski ·
8 Häßler ·
9 Völler ·
10 Matthäus  ·
11 Mill ·
12 Aumann ·
13 Riedle ·
14 Berthold ·
15 Bein ·
16 Steiner ·
17 Möller ·
18 Klinsmann ·
19 Pflügler ·
20 Thon ·
21 Hermann ·
22 Köpke ·
Coach: Beckenbauer